# Política de Irán

Esquema político de la República Islámica de Irán.

Irán es una república islámica establecida tras el cambio (en 1979) del ayatolá Ruhollah Jomeini que derrocó al Sah Mohammad Reza Pahlevi. El gobierno y la política de Irán tienen lugar en el marco de una república con una ideología islámica. La constitución de diciembre de 1979, con su modificación de 1989, define el orden social, económico y político de la República Islámica de Irán. Declara que el chiismo de la escuela de pensamiento imamí (osulíes) es la religión oficial de Irán.

## Constitución
La Constitución de Irán (Qanun-e Asasi en idioma persa) es la máxima ley del país, aprobada por referéndum el 2 de diciembre de 1979 (promulgada el 24 de octubre y entró en vigor el 3 de diciembre del mismo año) que sustituyó a la Constitución de 1906. 18 de agosto del mismo año. 
Los principios de la Constitución hablan sobre el estado islámico, inspirado, según sus preceptos, por Dios y que deben mantener sus mandamientos y hacer que todos los iraníes los observen. Muchas de sus enmiendas fueron introducidas el 28 de julio de 1989, tras la muerte del ayatolá Jomeini.

## El Líder Supremo
Es el jefe de Estado de la República de Irán, es electo por la Asamblea de Expertos teniendo en cuenta las consideraciones del pueblo hacia su persona y en los servicios que hayan proporcionado al país. En persa se pronuncia Rahbare Enqelab.
Las funciones, mandatos y obligaciones del Líder son las siguientes:
- Firmar y promulgar las leyes que el parlamento de Irán haya aprobado.
- Es el comandante general de las fuerzas armadas, por lo que debe solucionar los conflictos que se susciten entre las tres ramas de éstas (ejército, marina y fuerza aérea).
- Designa y acepta la renuncia del faqih del Consejo de Guardianes, el presidente de la Judicatura del país, a los miembros de la estación de radio y televisión del país y a seis de los doce miembros del Consejo de Guardianes.
- Organiza las elecciones, y puede destituir a altos funcionarios del gobierno, como el presidente de la República.

Si el Líder llega a faltar, gobierna en su lugar una asamblea de religiosos mientras la Asamblea de Expertos procede a la elección del nuevo Líder.

## Poder Ejecutivo
El Presidente de la república es el jefe de gobierno de Irán. La Constitución define al Presidente como la mayor autoridad estatal después del Líder Supremo. Es elegido popularmente en elección directa y universal para los mayores de 18 años, por un mandato de cuatro años. El Presidente es responsable de la implementación de la Constitución y del ejercicio del poder ejecutivo, excepto en los asuntos que se refieran directamente al Líder Supremo. El Presidente nombra y supervisa al Consejo de Ministros, coordina las decisiones gubernamentales y selecciona las políticas de gobiernos que deben plantearse ante el poder legislativo. Actualmente, diez vicepresidentes sirven por debajo del presidente, así como un gabinete de 21 ministros, quienes deben ser todos aprobados por la legislatura. 
A diferencia de otros países, donde el presidente es solo el jefe de Estado (y en los presidencialistas jefe de gobierno) el presidente iraní es solo el jefe de gobierno (como en España), y no es comandante de las fuerzas armadas (función del líder), pero sí tiene la obligación de manejar las relaciones exteriores del país. Aunque el presidente nombra a los Ministros de Inteligencia y Defensa, es usual que el presidente obtenga el apoyo explícito del Líder Supremo para estos dos ministros antes de presentarlos ante la legislatura para un voto de confianza.
El Consejo de Guardianes puede determinar si un ciudadano es apto para la presidencia, mediante los siguientes requisitos:
- Debe ser un hombre.
- Tener entre 25 y 75 años de edad.
- Profesar la religión musulmana.
- No tener antecedentes criminales.
- No haber servido a la Monarquía Iraní.
- Ser leal a la República.

El actual Presidente de Irán es Masoud Pezeshkian, quien asumió su cargo el 28 de julio de 2024, tras la muerte de su predecesor Ebrahim Raisi.

## Poder Legislativo

### Asamblea Consultiva Islámica

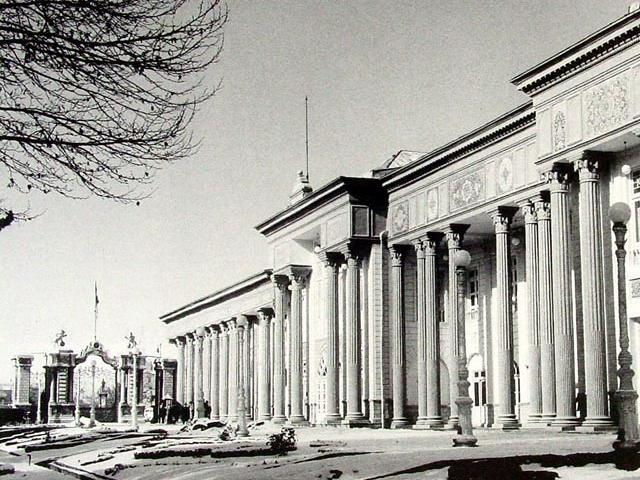
El antiguo edificio del Parlamento iraní.

Es el órgano representante del poder legislativo de Irán y está compuesto por 290 representantes, electos directamente por los ciudadanos iraníes cada cuatro años. La última elección se realizó el  14 de junio de 2013. Actualmente es presidida por Hasán Rouhaní.
Fue establecida en 1906 durante la Revolución constitucional iraní como un contrapeso popular a las decisiones del Sha, y desde esa época hasta la revolución, fue bicameral. La Constitución suprimió el Senado. Al igual que todos los demás poderes reside en Teherán, la capital del país. Tiene su sede en el Palacio Verde.

### Consejo de Guardianes
El Consejo de Guardianes es el más alto órgano colegiado que está previsto en la Constitución. Está compuesto por doce miembros, de los que seis son designados por el líder, y los seis restantes por el Parlamento a propuesta del presidente de la judicatura.
El Consejo tiene la obligación de revisar que las leyes no contrarien el espíritu de la revolución islámica. No puede pasar proyectos de ley, pero tiene poder de veto y funciones similares a las de un Tribunal Constitucional. Puede vetar candidatos a la presidencia y al Parlamento, basándose en los requisitos a cargos de elección popular. El actual presidente del Consejo es Ayatollah Ahmad Jannati.

### Consejo de Discernimiento
Es una autoridad que sirve de órgano consultivo al Líder, y se encargar de mediar entre los conflictos que se susciten entre el Parlamento y el Consejo de Guardianes. Fue creado por Jomeini en 1988, como un apoyo para las tareas de gobierno.

## Poder judicial
Fue implementado por Ali Akbar Davar, de acuerdo con lo establecido en la Constitución iraní de 1979. El Consejo de Guardianes vigila el buen funcionamiento del sistema judicial. El Líder designa a los miembros de la judicatura y a su presidente, y éstos a su vez, escogen por consenso al procurador público.
Existen varios tipos de tribunales. Los tribunales públicos tratan casos civiles y delictivos. Los tribunales militares solo resuelven casos dedicados a las tres ramas de las fuerzas armadas: (ejército, marina y fuerza aérea). 
Hay otro tipo de tribunales dedicados únicamente a casos como atentado a la seguridad nacional, narcotráfico, y traición a la República. Son llamados Tribunales Revolucionarios. La Corte Administrativa Especial es un tribunal que vigila los delitos supuestamente cometidos por los clérigos. Es independiente y solo responde al Líder.

## Asamblea de Expertos
Es un cuerpo legislativo similar a un Congreso, formado por 86 miembros, electos por sufragio universal y directo cada ocho años. Se reúne dos veces al año. La Asamblea tiene muchas funciones importantes como elegir, supervisar y hacer dimitir al Líder Supremo. Los expertos deliberan y negocian entre ellos hasta eventualmente lograr acuerdos. También pueden vetar candidaturas a los cargos de elección popular. La constitución no específica requisitos para ser miembro de la Asamblea.

## Partidos políticos y elecciones
Para las elecciones parlamentarias de 20 de febrero de 2004, el Ministerio de Asuntos Interiores anunció una participación del 50%, la más baja en cualquier elección general desde 1979. Fue contradicho por el Consejo de Guardianes, que consideraba que el resultado estaba más cercano al 60%. Las fuerzas conservadoras recibieron el 54% (156 escaños), los reformistas 14% del voto (40 asientos), y los independientes (34 asientos); 60 escaños quedaron para la segunda vuelta en mayo de 2004. En el período previo a la elección muchos candidatos reformistas, incluyendo alrededor de 80 miembros del parlamento saliente, fueron descalificados por el Consejo de Guardianes; más de un centenar de miembros del parlamento protestaron haciendo una sentada que duró alrededor de tres semanas y acabó sin resultados. Alrededor de 120 miembros del Parlamento dimitieron entonces y los grandes grupos y partidos reformistas afirmaron que no participarían en las elecciones pero no las boicotearon. La crisis produjo como resultado una ruptura en el frente reformista, cuando la Asamblea de Clérigos Combatientes de la que el Presidente Jatami es miembro, anunció que participarían en la elección.

### Líderes y grupos de presión políticos
Entre los grupos estudiantiles activos se encuentra la reformista "Oficina para el Fortalecimiento de la Unidad" y la "Unión de Sociedades de Estudiantes Islámicos".
- Grupos que generalmente apoyan la República Islámica son Ansar-e Hizballah, la Asociación de Estudiantes Islámicos Iraníes, Estudiantes Musulmanes siguiendo la Línea del Imam, Estudiantes del Islam y la Asociación Coalición Islámica. La base de poder conservador se dice que está hecha con una "red de miembros de las milicias Basiji, familias de mártires de guerra, algunos miembros de la Guardia Revolucionaria, algunos empleados gubernamentales, algunos miembros de los pobres rurales y urbanos y fundaciones con conexiones conservadoras."[2]
- Grupos de la oposición incluyen el Movimiento de Liberación de Irán y el partido de la Nación de Irán;
- Grupos políticos armados que han sido casi totalmente reprimidos por el gobierno son los Muyahidines del Pueblo (MEK), los Fedayines del Pueblo, el Partido Democrático del Kurdistán Iraní y la Sociedad para la Defensa de la Libertad.

Los grupos de oposición Iraníes han sido severamente reprimidos por el gobierno, siendo un ejemplo el Partido de la Libertad de Irán, que actualmente está "prohibido". La represión de grupos de oposición se está endureciendo en el año 2007.
Hooshang Amirahmadi, presidente del Consejo iraní-estadounidense, se presentó a presidente en la novena elección presidencial en Irán en junio de 2005, pero el conservador y religioso Consejo de Guardianes lo descalificó por su ciudadanía estadounidense y plataforma democrática. 

## El ejército
El ejército está encargado de la defensa de las fronteras de Irán, mientras que los Cuerpos de la Guardia Revolucionaria Islámica (conocida como Sepah) se encarga de mantener la seguridad interna.

## Divisiones administrativas
Irán está organizado en 31 provincias (ostaan-haa, singular: ostan): Ardabil, Azerbaiyán Occidental, Azerbaiyán Oriental, Bushehr, Chahar Mahal y Bajtiarí, Fars, Guilán, Golestán, Hamadán, Hormozgán, Ilam, Ispahán, Jorasán Norte, Jorasán Sur, Juzestán, Kermán, Kermanshah, Kohkiluyeh y Buyer Ahmad, Kurdistán, Lorestán, Markazi, Mazandarán, Qazvín, Qom, Jorasán Razaví, Semnán, Sistán y Baluchistán, Teherán, Yazd, Zanyán
Las provincias están dirigidas por un gobernador general. Están divididas a su vez en condados, distritos y pueblos.

## Gobierno local
Los consejos locales son elegidos por votación pública durante periodos de cuatro años en todas las ciudades y pueblos de Irán. Según el art. 7 de la Constitución Iraní, estos consejos locales junto con el Parlamento son "órganos del estado administrativos y que adoptan decisiones". Esta sección de la constitución no se implementó hasta 1999 cuando se celebraron las primeras elecciones a consejos locales por todo el país. Los consejos tienen muchas diferentes responsabilidades incluido elegir alcaldes, supervisar las actividades de los municipios, estudiar las exigencias sociales, culturas, educacionales, económicas, salud y bienestar de sus circunscripciones; planear y coordinar la participación nacional en la implementación de asuntos sociales, económicos, constructivos, culturales, educativos y otros asuntos de bienestar.

## Complejidad del sistema

El sistema político de Irán, complejo e inusual, combina elementos de una teocracia islámica moderna con la democracia. Una red de instituciones electivas y no electivas se influyen entre sí en la estructura de poder del gobierno.

Según las leyes electorales vigentes, el Consejo de Guardianes supervisa y aprueba a los candidatos electorales para la mayor parte de las elecciones nacionales en Irán. El Consejo de Guardianes tiene 12 miembros, seis clérigos, nombrados por el Líder Supremo y seis juristas, elegidos por la Asamblea Consultiva Islámica de entre juristas musulmanes nombrados por la Cabeza del Sistema judicial, quien es nombrado por el Líder Supremo. Según la ley actual, el Consejo de Guardianes aprueba a los candidados de la Asamblea de los Expertos, que a su vez supervisa y elige al Líder Supremo.
Los reformistas dicen que este sistema crea un círculo cerrado de poder. Reformistas iraníes, como Mohammad-Ali Abtahi han considerado que esto constituye el núcleo del obstáculo legal para el movimiento reformista en Irán.
Sin embargo, los conservadores rechazan la existencia de un círculo, afirmando que los siempre cambiantes miembros del Consejo de Guardianes y la Asamblea de Expertos, así como el libre albedrío humano, hace que este sistema de poderes y contrapoderes en el poder que existen en cualquier sistema.
Ninguna de estas dos leyes están mandadas por la constitución y son leyes ordinarias aprobadas por el Parlamento o la Asamblea de Expertos, que por lo tanto pueden teóricamente modificarse. Sin embargo, a pesar de los esfuerzos de muchos activistas políticos, ha sido imposible hacerlo hasta ahora, pues han fracasado a la hora de conseguir mayoría en la Asamblea.

## Relaciones internacionales de Irán
Irán mantiene relaciones con casi todos los países del mundo, pero sus relaciones son muy estrechas con Irak.
Participa en diversas organizaciones internacionales:
Plan Colombo, OCE, ESCAP, FAO, G-15, G24, Grupo de los 77, IAEA, IBRD, ICAO, ICC, Media Luna Roja, IDA, IDB, IFAD, IFC, IFRCS, IHO, OIT, IMF, OMI, Inmarsat, Intelsat, Interpol, COI, IOM (observador), ISO, ITU, NOAL, Organización de la Conferencia Islámica, OPCW, OPEP, CPA, OCS (observador), UN, UNCTAD, Unesco, UNHCR, UNIDO, UPU, WCL, WCO WFTU, WEF,
WHO, WMO, WTO (observer)

### Ministerios del Gobierno de Irán
- Ministerio de Ciencia, Investigación y Tecnología Archivado el 3 de diciembre de 2003 en Wayback Machine.
- Ministerio de Salud y Educación Médica
- Ministerio de Agricultura
- Ministerio de Cultura y Guía Islámica
- Ministerio de Comercio
- Ministerio de Energía
- Ministerio de Petróleo
- Ministerio de Construcción y Desarrollo Urbano
- Ministerio de Industria y Minas
- Ministerio de Defensa y Fuerzas Armadas Archivado el 16 de diciembre de 2008 en Wayback Machine.
- Ministerio de Transporte y Caminos
- Ministerio de Trabajo y Asuntos Sociales
- Ministerio del Interior
- Ministerio de Información y Tecnología de la Comunicación
- Ministerio de Cooperación
- Ministerio de Educación Archivado el 14 de junio de 2018 en Wayback Machine.
- Ministerio de Economía y Asuntos Financieros

### Otros enlaces gubernamentales
- Secretariado del Supremo Consejo de las zonas industriales de libre comercio iraníes
- Banco Central de Irán Archivado el 16 de febrero de 2021 en Wayback Machine.
- Secretariado del Supremo Consejo de la Revolución Cultural
- Portavoz oficial de Irán
- Organización de Energía Atómica
- Fuerzas Policiales
- Academia de Artes
- Organización de investigación geológica
- Organización de Planeamiento y Administración
- Organización del Bienestar
- Islamic Organización de la Juventud Nacional
- Centro para asuntos de participación de mujeres
- Islamic Academia de Ciencias Médicas
- Organización del Patrimonio Cultural
- Sede antinarcotráfico
- Academia de lengua y literatura persa
- Islamic Departamento de Medio Ambiente
- Centro Internacional para el diálogo entre civilizaciones
- Islamic Academia de Ciencias Archivado el 26 de noviembre de 2020 en Wayback Machine.
- Centro iraní de estudios estratégicos Archivado el 2 de noviembre de 2008 en Wayback Machine.
- Instituto de estudios internacionales

- Datos: Q1031246
- Multimedia: Politics of Iran / Q1031246